# 練習曲作品10-3 (ショパン)
練習曲作品10第3番（れんしゅうきょくさくひんじゅうだいさんばん）ホ長調は、フレデリック・ショパンが1832年に作曲したピアノのための練習曲。
日本においては「別れの曲」の名で知られている。西欧においては「Tristesse」（悲しみ）の愛称で知られるが、ときにフランス語圏で「L'intimité」（親密、内密）、英語圏で「Farewell」「L'Adieu」（別れ、別離）と呼ばれることもある。
テンポ指定はニューヨークのレーマン・コレクションの自筆譜ではVivace（活発に）、ワルシャワのショパン博物館の自筆譜ではVivace ma non troppo（活発に、しかし過度にならずに）であったが、出版の際にショパンがLento ma no troppo（ゆっくりと、しかし過度にならずに）に変更したと考えられている。
甘い旋律ばかりが注目されるが、中間部にショパンならではの劇的な要素がある。
なお、2つ目の自筆譜の末尾には、間を置かず次の第4番の演奏に入る（アタッカ）よう指示がある。

## 評価
評論家からは「ピアノのための詩」として高く評価されている。
ショパンの弟子の一人であったアドルフ・グートマンにこの曲をレッスンした際に、ショパンは「ああ、私の故国よ!」と泣き叫んだという。また、ショパンは「一生のうち二度とこんなに美しい旋律を見つけることはできないだろう」と語ったとも伝えられている。

## 映画による通称
日本では『別れの曲』の愛称で広く知られるが、これは、1934年のドイツ映画Abschiedswalzer（邦題『別れの曲』）で使用されたことから広まった愛称である。
利用された映画の題名が通称として定着したのはクラシック音楽全般でも稀な例である。

## 技術
右手が内声部を弾きながら、旋律の音量を維持しなければならない。技巧よりもむしろ、旋律的なフレージングの表現力とレガートの雰囲気を引き出す事が重要である。この点においてそれまでの練習曲で必要とされた素早い技術のための練習曲と大きく異なるとされる。

## 使われた作品など

### ポピュラー編曲
- La Chanson De L'adieu – SUEMITSU & THE SUEMITHによるこの曲のアレンジカバー。
- Lemon incest（レモン・インセスト） – セルジュ・ゲンスブールが娘のシャルロット・ゲンズブールと共に大胆な歌詞とアレンジでデュエット。
- 花咲く道で、また逢う日まで ～別れの曲～ – シジマサウンズによるアレンジカバー。
- 魚さん - 雛罠の楽曲。一部が引用されている。
- さびしんぼう (富田靖子の曲)さびしんぼう (映画)主題歌。
- 別れの曲 - 平原綾香によるアレンジカバー。
- 歌手のYaeも、CMソングとして歌詞付きの「別れの曲」を歌っている。

### 映画
- さびしんぼう (映画) - 原曲が全編にわたり使用されている。エンディングではアレンジされたものが歌付きで流れる。
- あそこの席 - 原作の段階から明記されており、主人公の演奏曲として登場する。

### テレビドラマ
- 男はつらいよ - 最終回にて、本作のマドンナ・冬子（演：佐藤オリヱ）の住む家の縁側で主人公の車寅次郎（演：渥美清）が冬子に好意を看破されるものの既に婚約者がいるというシーンで、隣の家から「別れの曲」のピアノ演奏が聞こえ、寅次郎の悲壮感を際立たせている。1973年に公開された映画「男はつらいよ 私の寅さん」ではテレビドラマ版の時のシーンが再現された。
- 俺たちは天使だ! - 第17話「運が悪けりゃ誘拐犯」藤波弁護士（演：小野寺昭）が移動中の車内で、旧友の女性から一緒になった旦那が実はヤクザの息がかかっていた事などを告白されるシーンで流れる。
- 西部警察 PART-III - 最終回スペシャル「さよなら西部警察　大門死す!男達よ永遠（とわ）に・・・」で使用される。
- 古畑任三郎 - 第3シーズン、第33回の「絶対音感殺人事件」における被害者・滝川ルミが、生前にショパンを好んでいたとして、彼女の追悼式で「別れの曲」が演奏されている。
- 101回目のプロポーズ - 主人公の女性・矢吹薫（演：浅野温子）の亡き婚約者が「別れの曲」を好んでおり、関連する場面でBGMとして使用される。また、薫のお見合い相手・星野達郎（演：武田鉄矢）が薫へ向けて「別れの曲」のピアノ演奏を披露する場面がある。
- NHK連続テレビ小説 あぐり - 池田諒子が戦争に出兵する幼馴染の安吉のために弾く。
- 秋の童話 - 韓国ドラマ。BGMとして。
- 緑川警部vs86人の容疑者 - 二時間ドラマ。犯人を指し示す重要な手掛かりとなる。
- 相棒 season1 - 第10話「最後の灯り」のラストシーンで使用されている。
- 神はサイコロを振らない 〜君を忘れない～ - 第9話(最終回)　過去から現れた東洋航空の402便の乗客たちが消え去るシーンで使用されている。
- ごめん、愛してる（日本版） - 最終回にて、ピアノリサイタルで日向サトル（演：坂口健太郎）が亡き兄・岡崎律（演：長瀬智也）に捧げる曲として演奏される。
- 知ってるワイフ(演:大倉忠義、広瀬アリス)挿入音楽
- ミステリと言う勿れ

### 舞台
- 東京原子核クラブ - 登場人物のピアニストが要所で演奏する。

### アニメーション
- ドカベン 129話「春夏連覇の円舞曲! 秘打『別れ』」で使用される。
- 鋼の錬金術師（アニメ第1期） - 最終話「ミュンヘン1921」で使用される。

### 特撮
- ウルトラマン80 - 第9話「エアポート危機一髪！」の終盤で、教頭先生が持ってきた縁談話を相原京子が断り、「ウルトラマン80が恋人」と言い切り教師一筋に生きる事を決意し、ピアノで本曲を奏でながら80の人間態である矢的猛がフラれてしまうトホホなオチで使われた。
- ウルトラマンマックス - 第15話「第3番惑星の奇跡」の予告並びに本編で使用される。物語ラストで体中が楽器の塊となったイフを、アッコとミズキを乗せたダッシュアルファを持ったマックスがイフを宇宙空間へと連れて行くシーンで使われた。

### ゲーム
- ときめきメモリアル2 - 幼年期編で使用されている。
- トワイライトシンドローム 再会 - 第六章「オルゴール」にて、登場人物である安堂友里が露天商から買ったアンティークのオルゴールの曲として使用されている。
- トラスティベル～ショパンの夢～ - 第6章のテーマとして「別れの曲」のタイトルで使用される。章をクリアすると、章のラストで曲の解説を読むことができ、同時にスタニスラフ・ブーニン演奏の曲を聴くことができるようになる。
- 週刊トロ・ステーション - 配信コンテンツである「トロ・ステーション」内で頻繁に使用されている。
- ワールドエンドヒーローズ - プロローグから全体を通したテーマ曲のひとつとして使われている。

### その他
- セイコーエプソンのメロディIC SVM7571C5A及びSVM7571C5Nに収録されている[3]。